# Partito Socialismo e Libertà
Il Partito Socialismo e Libertà (in portoghese: Partido Socialismo e Liberdade - PSOL; IPA: [paʁˈtʃidu sosjɐˈlizmw i libeʁˈdadʒi]) è un partito politico brasiliano di sinistra radicale.
È stato fondato nel 2004 da alcuni parlamentari del Partito dei Lavoratori in dissenso con la politica giudicata conservatrice, le alleanze troppo ampie, la corruzione e la mancanza di democrazia interna del partito di Lula.  A loro si sono aggiunti intellettuali e militanti provenienti da diversi partiti di sinistra.
La caratteristica del PSOL è di essere un partito  anticapitalista che raggruppa diverse tendenze politiche radicali di sinistra.
Alle elezioni presidenziali del 2006 la sua candidata Heloísa Helena, appoggiata a livello internazionale da intellettuali come Noam Chomsky, Ken Loach e Slavoj Zizek a capo di una coalizione di estrema sinistra col Partito Comunista Brasiliano e il Partito Unificato Socialista dei Lavoratori ottenne sei milioni e mezzo di voti (6,85%). Il PSOL elesse 3 deputati e un senatore.
Alle successive elezioni del 2010 il risultato del candidato Plínio de Arruda Sampaio è stato assai più modesto (0.87%) ma il partito ha mantenuto la medesima rappresentanza parlamentare.
Nel 2016, a Rio de Janeiro, si presentò come candidata l'attivista per i diritti umani Marielle Franco  e venne eletta consigliere con la Mudar Coalition, formata da PSOL e PCB. La Franco è stata poi uccisa in un agguato nella capitale il 14 marzo 2018.

## Risultati elettorali

### Elezioni presidenziali
| Anno | Candidato supportato     | 1º Turno  | 1º Turno   | 2º Turno                                              | 2º Turno  |
| Anno | Candidato supportato     | Voti      | %          | Voti                                                  | %         |
| ---- | ------------------------ | --------- | ---------- | ----------------------------------------------------- | --------- |
| 2006 | Heloísa Helena           | 6.575.393 | 6,85 (3º)  |                                                       |           |
| 2010 | Plínio de Arruda Sampaio | 886.816   | 0,87 (4º)  |                                                       |           |
| 2014 | Luciana Genro            | 1.612.186 | 1,55 (4º)  |                                                       |           |
| 2018 | Guilherme Boulos         | 617.115   | 0,58 (10º) | (Coalizione con il Partito dei Lavoratori) 47 040 380 | 44,8 (2º) |

### Elezioni legislative
| Anno | Voti      | %          | +/- | Seggi    | +/- |
| ---- | --------- | ---------- | --- | -------- | --- |
| 2006 | 907.494   | 1,0 (14º)  |     | 2 / 513  |     |
| 2010 | 1.142.737 | 1,2 (16º)  | 0,2 | 3 / 513  | 1   |
| 2014 | 1.745.470 | 1,8 (18º)  | 0,6 | 5 / 513  | 2   |
| 2018 | 2.783.669 | 2,8% (15º) | 1,0 | 10 / 513 | 5   |